# Kvalitetssystem
Ett kvalitetsledningssystem är ett system som beskriver hur olika aktiviteter ska bedrivas i ett företag. Kvalitetsledningssystemet används för att säkerställa kvalitet hos företagets produkter eller tjänster. Ett exempel på ett kvalitetsledningssystem är ISO 9000. Ofta krävs det att man genomgår en revision för att bli certifierad för ett visst kvalitetsledningssystem.